# Gegeneophis
Gegeneophis is een geslacht van wormsalamanders (Gymnophiona) uit de familie Indotyphlidae. De groep werd voor het eerst wetenschappelijk beschreven door Wilhelm Peters in 1880. Eerder werd de wetenschappelijke naam Gegenes gebruikt.
De groep behoorde eerder tot de familie Caeciliidae. Er zijn 12 soorten waarvan er enkele pas recentelijk wetenschappelijk zijn beschreven, zoals Gegeneophis tejaswini in 2015. Alle soorten zijn endemisch in India, en komen voor in het zuiden en noordoosten van het land.

## Soorten
Geslacht Gegeneophis
- Soort Gegeneophis carnosus
- Soort Gegeneophis danieli
- Soort Gegeneophis goaensis
- Soort Gegeneophis krishni
- Soort Gegeneophis madhavai
- Soort Gegeneophis mhadeiensis
- Soort Gegeneophis orientalis
- Soort Gegeneophis pareshi
- Soort Gegeneophis primus
- Soort Gegeneophis ramaswamii
- Soort Gegeneophis seshachari
- Soort Gegeneophis tejaswini